# Sumampa
Sumampa ist die Hauptstadt des Departamento Quebrachos in der Provinz Santiago del Estero im nordwestlichen Argentinien. Sie liegt 236 Kilometer von der Provinzhauptstadt Santiago del Estero entfernt und ist über die Ruta Nacional 9 mit ihr verbunden. In der Klassifikation der Gemeinden der Provinz ist sie als Gemeinde der 3. Kategorie eingeteilt.

## Bevölkerung
Sumampa hat 4.812 Einwohner (2001, INDEC), das sind 42 Prozent der Bevölkerung des Departamento Quebrachos.